# 李渡酒
李渡酒是江西省南昌市進賢縣李渡镇出产的一种大曲兼香型白酒。李渡当地酿酒历史悠久，据考古发现的元朝窖池遗迹已有八百多年历史。至清朝中叶，当地已以本地糯米为原料酿制烧酒之习俗。至清末，万茂酒坊广改用当地大米和北方优质高粱为原料，用大曲为糖化发酵剂，开发了用缸、砖结构老窖发酵制酒的新工艺，当地高粱酒由此而发展，酒坊增至七家，所产白酒被称为李渡高粱酒，后简称李渡酒。2008年10月被新絲路文旅收购成为民企，2010至2014五年间曾五年换五任董事长，后改变营销策略后方有转机。